# Rudolf Reding (Obervogt)

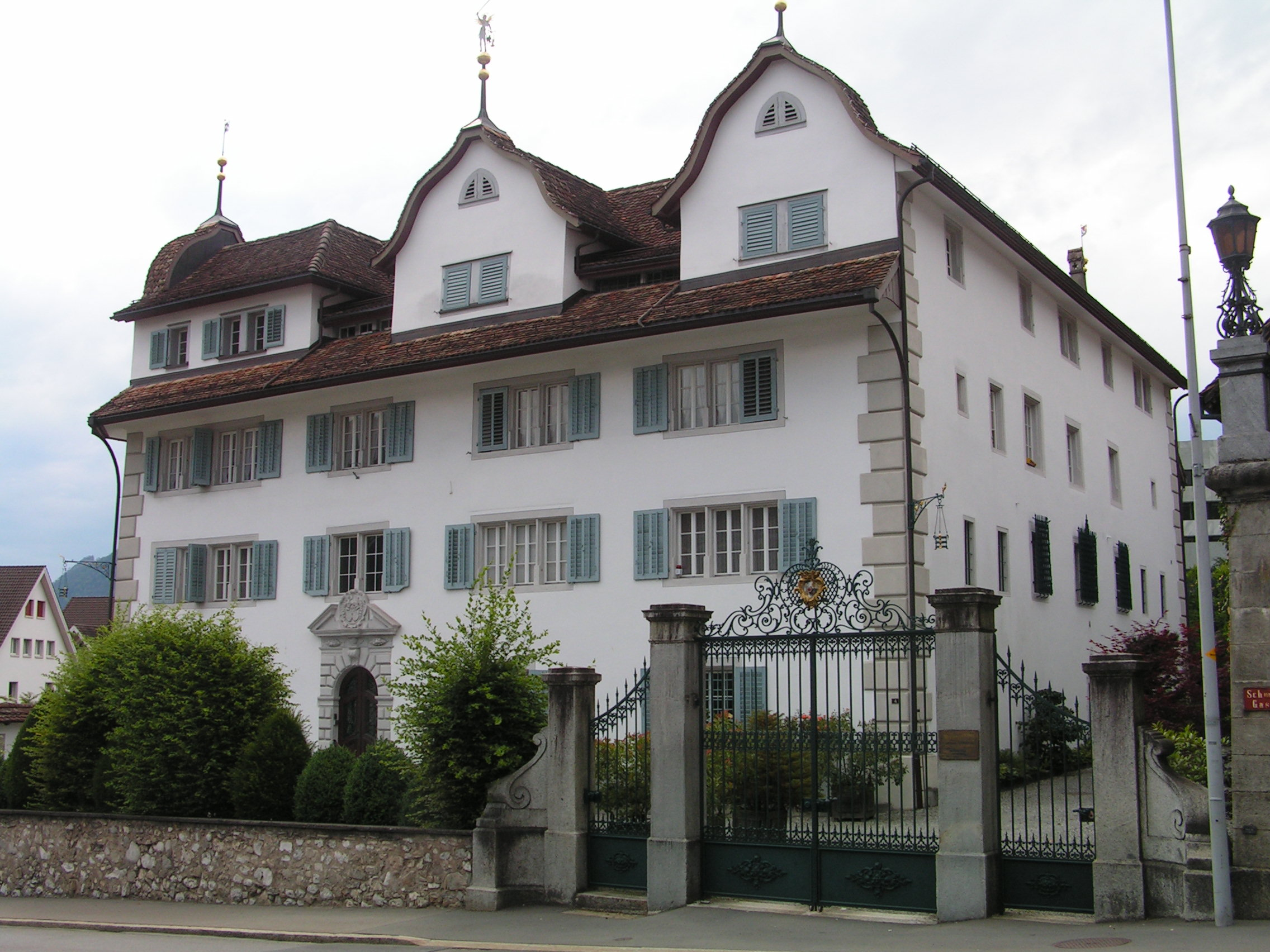
Reding-Haus an der Schmiedgasse

Rudolf Reding (* 2. März 1582 in Schwyz; heimatberechtigt ebenda; † 2. März 1616 in Poitiers) war Schwyzer Obervogt und Söldnerführer.

## Leben und Wirken
Rudolf Reding war ein Sohn des Landammann und Obersten Rudolf Reding. Er heiratete 1599 Magdalena, Tochter des Urner Landammanns Jost Dietrich Schmid, und Stammvater der Schmiedgass-Linie. Seine Brüder Heinrich und Ital wurden 1628 bzw. 1638 Landammann.
Reding war 1609 Obervogt in den Höfen und begann im folgenden Jahr mit dem Bau des Reding-Hauses an der Schwyzer Schmiedgasse, dessen Vollendung er nicht mehr erlebte. Reding stand 1614 als Hauptmann im Regiment Gallati (1616 Schweizer Garde-Regiment) in französischen Diensten.

## Belege
1. 1 2  Josef Wiget: Rudolf Reding. In: Historisches Lexikon der Schweiz.  5. August 2010.

| Personendaten    | Personendaten                                                        |
| ---------------- | -------------------------------------------------------------------- |
| NAME             | Reding, Rudolf                                                       |
| ALTERNATIVNAMEN  | Reding, Rudolf von; Reding, Rudolf von Biberegg (vollständiger Name) |
| KURZBESCHREIBUNG | Schwyzer Obervogt und Söldnerführer                                  |
| GEBURTSDATUM     | 2. März 1582                                                         |
| GEBURTSORT       | Schwyz                                                               |
| STERBEDATUM      | 2. März 1616                                                         |
| STERBEORT        | Poitiers                                                             |